# مشاوره اطلاعاتی
تا همین اواخر اصطلاح مشاوره، اصطلاحی بود که بسیار کم در حوزه علم اطلاعات و اطلاع‌رسانی به‌کار می‌رفت؛ اما در سال های اخیر، مشاوره موقعیت خاصی در برنامه‌های این رشته پیدا کرده و امروزه مشاوره به صورتواژه‌ای بنیادی در این رشته درآمده است. از دهه ۱۹۹۰ میلادی به بعد،حضور گسترده اینترنت و وب در موفقیت و پیشرفت سازمان‌ها و شرکت‌ها، نیاز به حضور فعال در محیط رقابتیاینترنت، و لزوم دسترسی به اطلاعات مناسب و اشاعه اطلاعات مناسب،زمینه ارائهنوع دیگری از خدمات مشاوره‌ای را فراهم کرده‌است که در این‌جا مشاوره اطلاعاتی نامیده شده‌است.تعاریف متعددی می‌توان برای مشاوره اطلاعاتی ارائه کرد:
- مشاوره اطلاعاتی یعنی مشورت کردن، و طرح مسائل و مشکلات نزد کسی که اطلاعات، دانش و علم او در یک یا چند حوزه بالاست.
- مشاوره اطلاعاتی یعنی پیوند عقل‌های سلیم با عقل خود و تشریک در عقل عقلاء و بهره جستن از فکر و اندیشه دیگران به منظور دستیابی به توانمندی‌ها و دیدگاه‌های آنان و استفاده از استعداد و توانمندی عقلی و فکری دیگران برای حل مسائل و مشکلات.

مشاوره اطلاعاتی یعنی مشارکت دادن در جستن اطلاعات،توانایی‌ها و تجارب در مورد یا مواردخاص و کمک کردن به مراجع (فرد، سازمان یا شرکت) تا بتواند مشکلات خود را حل کند و در راه رسیدن به هدف‌هایش موفق باشد. بنابراین،مشاور اطلاعاتی کسی است که آموزش دیده و با مشکلات،نگرانی‌ها، تضادها، اضطراب و مسائل تصمیم‌گیری افرادآشناست و اصول،روش‌ها و فنون را می‌داند و می‌تواند برای حل مشکلات به افراد کمک کند.
مشاوره اطلاعاتی فرایندی است که در آن فردی متخصص نقش دائمی یا موقت مشاور را بپذیرد، وقت و توجه خود را صرف مراجع (فرد، سازمان یا شرکت) کند و به این طریق به مراجع فرصتی دهد تا در جهت جست‌وجو و کشف راه‌حل‌های مناسب به صورتی مدبرانه‌تر بکوشد. در واقع، مشاور فضایی ایمن و آسوده برای تحقق این امر ایجاد می‌کند. مشاور اطلاعاتی متعهد، تلاش می‌کند تا به مراجع کمک کند که به آن دسته از هدف‌ها، اعمال و فعالیت‌هایی بپردازد که بتواند به حل مشکلات و مسائل او منجر شوند. مشاوره اطلاعاتی یکی از تخصص‌ها و حرفه‌های یاوری است که کار آن کمک به مراجع برای تصمیم‌گیری بهتر است. به بیان دیگر، مشاوره اطلاعاتی فرایندی مبتنی بر یک رابطه دوستانهٔ تخصصی است که طی آن مشاور کارآمد با استفاده از دانش و مهارت‌های ویژه خود امکان رشد، حل مشکل، و تغییر مراجع یا مراجعان خود را فراهم می‌کند.
هدف آنی مشاوره اطلاعاتی، هدایت و کمک کردن به سازمان یا شرکت در حل مشکلات سازمانی و اقتصادی است و باعث جلوگیری از اتلاف سرمایه مادی و معنوی سازمان یا شرکت در راهی ناشناخته می‌شود. در هدایت و راهنمایی یک سازمان یا فرد، مشاور اطلاعاتی با توجه به اوضاع و احوال سازمان، جامعه، ویژگی‌های سازمان، به کمک و یاری آن می‌پردازد. در واقع، این مرحله پیشگیری و علاج واقعه پیش از وقوع است و با آشنا کردن مدیر سازمان نسبت به فرصت‌ها و موقعیت‌های مناسب، موارد موفقیت یا عدم موفقیت را برایش روشن می‌سازند و باعث جلوگیری از اتلاف زمان، انرژی و سرمایه مادی و معنوی سازمان یا شرکت می‌شود. هدف غایی و نهایی مشاوره اطلاعاتی آن است که مدیر سازمان یا شرکت بتواند با بینش صحیح به حل مسائل و مشکلات سازمان بپردازد و در مراحل مختلفِ حیات سازمان و پیشامدهای آن، تصمیم‌های عاقلانه و هوشیارانه‌ای بگیرد، هدف‌های با ارزشی برای سازمان انتخاب کند و در راه رسیدن به آن‌ها استقامت نشان دهد. در واقع، هدف غایی مشاوره اطلاعاتی، خودرهبری است. مشاوره آنی و نزدیک شرط لازم و مکمل مشاوره غایی و خودرهبری است. به این ترتیب هدف از مشاوره اطلاعاتی در کوتاه‌مدت کمک به مراجعان در استفاده بهینه از منابع مادی، معنوی و موفقیت در شغل و حرفه خود است؛ اما هدف نهایی مشاوره اطلاعاتی، کمک به مراجعان است تا در بلندمدت بتوانند به‌درستی تصمیم‌گیری نمایند و مدیریت رفتار حرفه‌ای خود را به عهده بگیرند. به عبارتی، هدف نهایی، ارتقای سطح مدیریت رفتاری و حرفه‌ای مراجعان است.